# Петер Адольф Халл
Петер Адольф Галл (швед. Peter Adolf Hall; нар. 23 лютого 1739 – пом. 15 травня 1793) — шведський мініатюрист по емалі. Вважається визначним мініатюристом, його твори зберігаються в Луврі, приватних збірках Парижа, Лондона та Стокгольма.

## Життєпис
Народився у місті Бурос, на півдні Швеції. Разом зі своїм молодшим братом вивчав медицину та «природничц історію» у 1753-1755 роках на медичному факультеті Упсальського університету. 
1756 року перебрався до Берліна. У 1758 починає працювати під керівництвом аквареліста К. Ф. Ріхарда у Гамбурзі, вивчаючи мініатюру. Одночасно в 1760–1766 опановував малюнок у скульптора л'Архевекьє і пастель у Т.Люндверга. 
У 1766 одержав нагороду за мініатюрний портрет Густава III.
1769 року, після переїзду в Париж, виставив у Салоні пейзажі Прованса. 
У 1771–1789 роках також виставляв мініатюру по емалі, олійний живопис, пастелі. У своєму паризькому помешканні поблизу палацу Рояль організував мистецький гурток. 
1773 року Галла прийняли в члени стокгольмської Академії мистецтв. 
Утравні 1791 перебрався в Аахен до свого колишнього покровителя Густава III. 
Помер в бельгійському м.  Льєж.

## Доробок

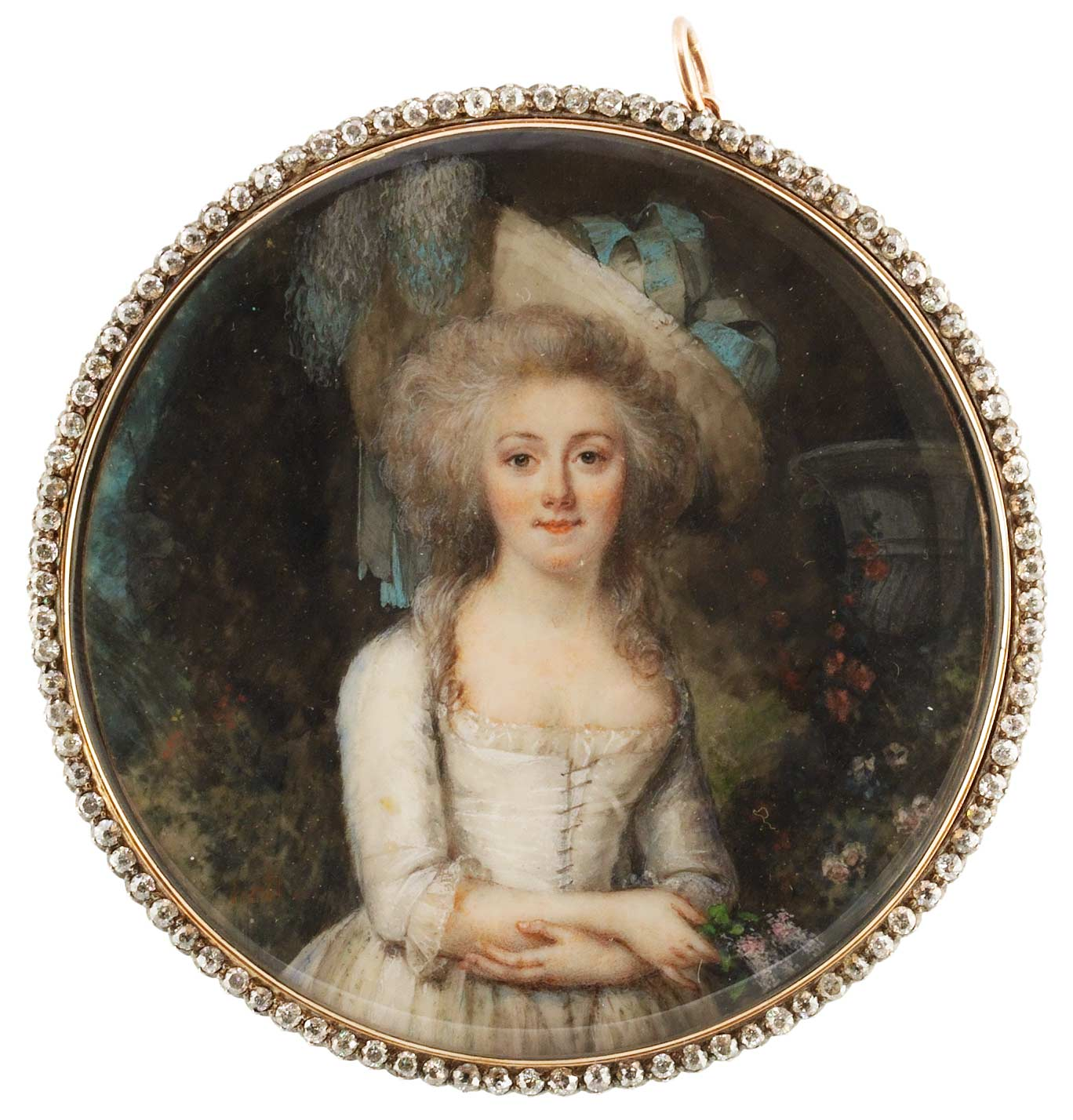
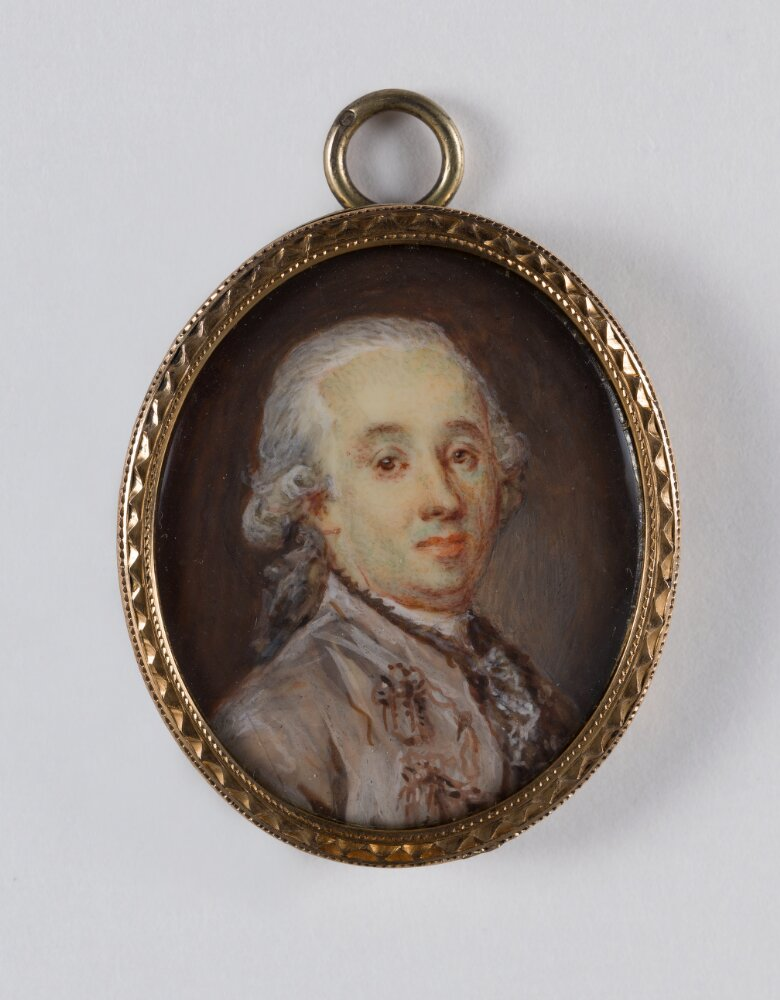
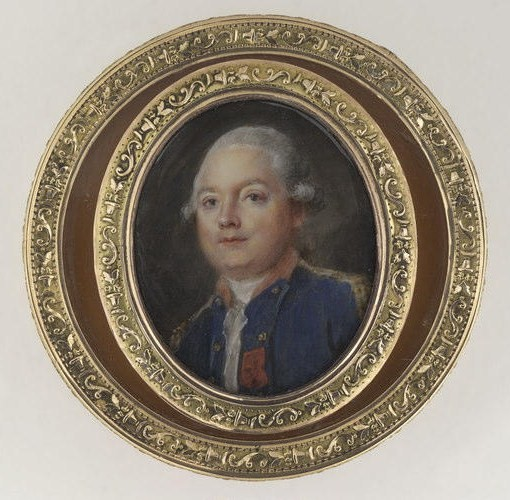
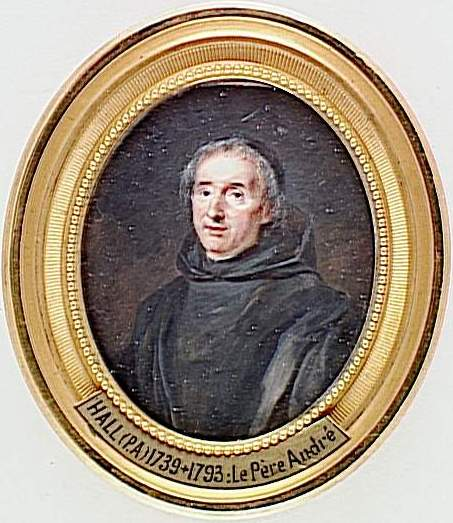
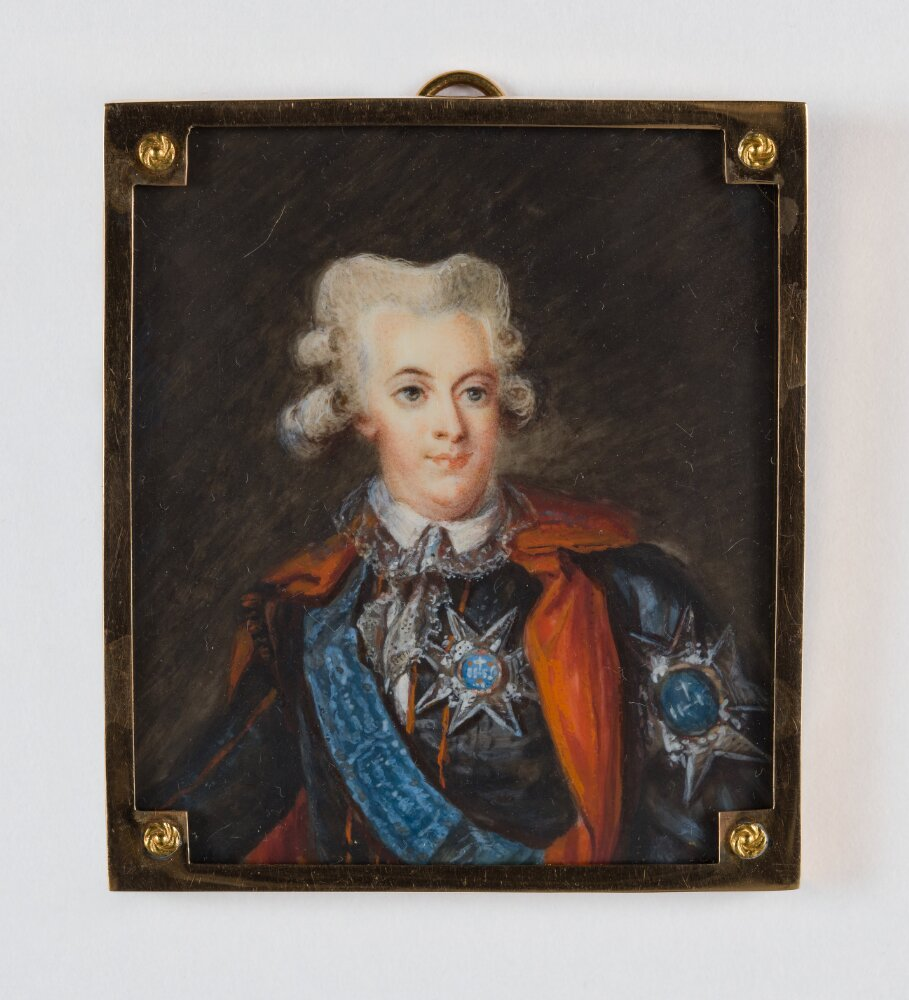